# Kim Yeong-hyeon (Schriftsteller)
Kim Yeong-hyeon (* 3. Februar 1955 in Ch'angnyŏng, Kyŏngsangnam-do; † 9. Mai 2025) war ein südkoreanischer Schriftsteller, Lyriker und Verleger.

## Leben
Kim Yeong-hyeon wurde am 3. Februar 1955 in Ch'angnyŏng, Kyŏngsangnam-do geboren. Er war Schriftsteller, Dichter und Verleger des Verlags Silch'ŏn Munhak (실천문학사). Trotz seiner diversen literarischen Aktivitäten war sein Ziel klar und eindeutig: Die Periode, die er durchleben musste, aufzuzeichnen und über die Dinge und die Personen zu schreiben, die er liebte und doch verschwinden sehen musste.
Die Siebziger und Achtziger waren eine Periode von Leid und Schmerz für alle prinzipientreuen und aufmerksamen Intellektuellen der koreanischen Gesellschaft. Wie viele andere auch, wurde Kim Opfer der Unterdrückung während der dreißig Jahre Diktatur in Korea. Er war noch an der Universität, als er 1977 aufgrund seiner Beteiligung an der Studentenbewegung festgenommen wurde. Nach zwei Jahren Gefängnis wurde er nach seiner Entlassung direkt in die Armee eingezogen. Erst mit dem Ende der Achtziger und dem Eintritt in die erste Phase der Demokratisierung war es Kim und anderen Autoren möglich die sogenannten nachträglichen Geschichten zu veröffentlichen, die die Grausamkeiten der Militärdiktatur ans Licht brachten. Seine erste Kurzgeschichtensammlung mit dem Titel Ein tiefer Fluss fließt in die Ferne (깊은 강은 멀리 흐른다) ist ein Produkt seiner schmerzhaften Erfahrungen dieser Zeit. Obwohl das Interesse der Allgemeinheit an den 'nachträglichen Geschichten' über die Jahre abnahm, schrieb Kim weiterhin über Menschen, die unter der politischen Unterdrückung litten und kämpften, und über jene, die dabei umkamen.
Seine Bücher sind ein Beleg seiner hartnäckigen Beschäftigung mit den Geschehnissen der modernen koreanischen Geschichte. Kim war ein Künstler, der als Stimme der Menschen fungiert, die Opfer der historischen Umstände wurden, und er glaubte, dass Literatur in der Realität entsteht, dort wurzelt und nur als solche die Möglichkeit hat, verwundete Seelen zu heilen.

## Arbeiten

### Koreanisch

#### Kurzgeschichtensammlungen
- 깊은 강은 멀리 흐른다 Ein tiefer Fluss fließt in die Ferne (1990)
- 해남 가는 길 Der Weg nach Haenam (1992)

#### Romane
- 풋사랑 Erste Liebe (1993)
- 폭설 Wintersturm (2002)

#### Gedichtsammlungen
- 겨울바다 Wintermeer (1988)
- 남해엽서 Postkarte vom Südmeer (1994)

#### Kinderbücher
- 똘개의 모험 Ttolgae's Abenteuer (2000)

## Auszeichnungen
- 1988: 한국창작문학상 (Koreanischer Ch'angjak Literaturpreis)
- 2008: 무영문학상 (Muyŏng Literaturpreis)